# De maravisha
«De maravisha» (estilizado en mayúsculas) es una canción interpretada por rapera dominicana Tokischa y la cantautora argentina Nathy Peluso. Fue escrita por ambas intérpretes con apoyo de Danny Lasnier y Skrillex, mientras que su producción, quedó a cargo de este último.

## Composición
«De maravisha» tiene una duración de tres minutos y veinticuatro segundos. Fue compuesta por Tokischa y Peluso junto con Danny Lasnier y Skrillex. La producción quedó a cargo de Skrillex, mientras que Lasnier se encargó de la mezcla. Ricardo Sangiao realizó la masterización y Dani Val trabajó en la  ingeniería de grabación.
Musicalmente, la canción comienza con una influencia de hip hop y trap latino, pero hacia la mitad experimenta una transición hacia ritmos de reguetón y dembow. Jordi Bardají, de Jenesaispop, y Daniela Juárez, de Indie Rock, coincidieron en que la primera parte de la canción, de estilo hip hop, se inspira en el sonido de Timbaland durante su colaboración con Missy Eliott, recordando a su álbum Supa Dupa Fly (1997).

## Recepción

### Comentarios de la crítica
Andrea Romero, de Los 40, describió la canción como «un manifiesto de fuerza, autenticidad y mucha energía». Asimismo, expresó que «las cantantes despliegan todo su arsenal para demostrar que sus estilos, cada uno inconfundible por separado, crea uno aún más singular cuando se combinan». De igual manera, Sigal Ratner-Arias de Billboard escribió: «Tokischa y Nathy Peluso unen fuerzas en esta declaración irreverente de empoderamiento femenino en la que ponen a brillar sus dotes para el rap». Maya Georgi de Rolling Stone opinó que la canción es «muestra la gran cantidad de talento de las estrellas latinas» y la describió como una «ardiente fusión de rap y reguetón». Cata Balzano, del periódico español La Opinión, elogió la complicidad de las cantantes, sus habilidades musicales y la autenticidad de ambas en el resultado final de la canción.
Enrique Santos Show de iHeartRadio escribió que ambas artistas «se desplazan con total libertad, destacando cada una su personalidad distintiva y su habilidad para innovar en el género urbano». De Remezcla,  Lucas Villa afirmó que «"De maravisha" es un himno de empoderamiento para las mujeres y sus fanes en la comunidad LGBTQ+». Jordi Bardají, de Jenesaispop, destacó las barras de ambas cantantes y sobre la producción escribió que « [Skrillex] diseña una base más adecuada imposible para la unión de estas dos pedazo de raperas».

## Vídeo musical

### Producción y sinopsis
El videoclip de «De maravisha» fue dirigido por Olivia de Camps, cineasta dominico-estadounidense, y contó con la dirección creativa de Tokischa. El video fue grabado en Nueva York (Estados Unidos). El clip, se muestra a las artistas recorriendo lugares emblemáticos de Brooklyn, con un estilo visual combina moda con una cinematografía que rinde homenaje a la estética de los años 90.
El video musical comienza con una secuencia visual en blanco y negro, mostrando un primer plano de las cantantes. Luego, se traslada a una cancha de baloncesto en Nueva York, donde Tokischa y Peluso presentan un look inspirado en los raperos de los años 90. Tokischa viste un crop top con la frase "I Love NY", combinado con un vaquero ancho y un abrigo de piel; mientras que Peluso luce una remera reversible con un vaquero amplio, una bomber y un gorro de piel. A medida que la canción cambia de sonidos, el video se desplaza a dos nuevos escenarios. En un plano blanco con luz neón azul, ambas cantantes aparecen vestidas con ropa interior, bailando al ritmo de la canción frente a un solárium. Finalmente, en un decorado que simula una playa, las artistas se las muestra descansando en unas reposeras; Peluso con un vestido rosa y Tokischa con un body negro y ambas con joyas doradas.

### Recepción pública y crítica
En términos generales, tuvo una buena recepción por parte del público y la crítica. Enrique Santos Show de iHeartRadio expresó que «la estética visual del video, colorida y sensual, armoniza perfectamente con la letra de la canción».

## Créditos y personal
- Tokischa: voz, composición
- Nathy Peluso: voz, composición
- Danny Lasnier: composición, ingeniero de mezcla
- Skrillex: composición, producción
- Natalie Cotton: dirección de A&R
- Ricardo Sangiao: ingeniero de masterización
- Dani Val: ingeniero de grabación

Fuente: Tidal.

## Historial de lanzamientos
| País   | Fecha                   | Formato(s)                 | Sello(s) discográfico(s) | Ref.  |
| ------ | ----------------------- | -------------------------- | ------------------------ | ----- |
| Varios | 12 de noviembre de 2024 | Descarga digital streaming | Warner Music Latina      | [ 1 ] |